# Uddannelsesvidenskab
Uddannelsesvidenskab er studiet af uddannelse og uddannelsessystemer og beskæftiger sig med uddannelses indflydelse på individer, organisationer og samfund. Uddannelsesvidenskaben er tværdisciplinær og bevæger sig mellem samfundsvidenskab og humaniora med inddragelse af primært sociologiske og pædagogiske men også politologiske, didaktiske, psykologiske, antropologiske og filosofiske teorier og metoder.
Uddannelsesvidenskab kendes som selvstændige forskningsområder i blandt andet Tyskland (Bildungswissenschaften) og Sverige (Utbildningsvetenskap), mens feltet i angelsaksiske lande dækkes af både Sociology of Education (uddannelsessociologi), Education Studies (uddannelsesforskning) og Pedagogy (pædagogik) afhængigt af perspektiv.

## Uddannelse i Danmark
I Danmark udbydes en bachelor- og kandidatuddannelse i uddannelsesvidenskab på Aarhus Universitet ved Danmarks Institut for Pædagogik og Uddannelse (DPU) og på Syddansk Universitet indgår uddannelsesvidenskab som i en del af forskeruddannelsesprogrammet Filosofi, Uddannelsesvidenskab og Medier (ph.d.-uddannelse).

### Uddannelsesvidenskab på Aarhus Universitet
Uddannelsesvidenskab blev oprettet som bacheloruddannelse i 2010 og kandidatuddannelsen oprettedes i 2013. Det er den eneste samfundsvidenskabelige studieretning ved Aarhus Universitets humanistiske fakultet, da bacheloren uddannelsesvidenskab giver ret til betegnelsen BSc (Bachelor of Science), og kandidaten som den eneste på DPU ikke er en pædagogisk kandidatuddannelse (cand.pæd.), men en sociologisk, der giver ret til titlen cand.soc.udd./MSc.

### Uddannelsens opbygning
Uddannelsen er stadig forholdsvis ny, hvorved der kan forekomme ændringer i sammensætningen af moduler.

#### Bachelor
Bacheloruddannelsen i uddannelsesvidenskab giver den studerende et bredt indblik i pædagogisk relaterede genstandsfelter, herunder:
- Pædagogisk idehistorie
- Nationale, internationale og transnationale uddannelsesaktører
- Videnskabsteori og metode
- Læringsteorier og didaktik
- Udvikling af læringsarenaer
- Videnspolitik og vidensproduktion

#### Kandidat
På kandidatuddannelsen i uddannelsesvidenskab indsnævres fokus på hhv. organisationer og human ressource management, samt forvaltning af uddannelsesområder. Desuden indgår der moduler for kvantitativ og kvalitativ metodelære. Endeligt indgår der et modul med fokus på lærings, undervisnings-, og uddannelsesevaluering, samt valgfag.

## Forskning i Danmark
I Danmark forskes der i uddannelsesvidenskab ved Aarhus Universitet og Syddansk Universitet. Fremtrædende danske forskere på området er blandt andet Ane Qvortrup, Anders Kruse Ljungdalh, Nikolaj Frydensbjerg Elf, Lars Qvortrup og Katja Brøgger.